# Nell (fusée)

La fusée Nell.

Une imitation de la fusée Nell lancée en 1976 au NASA Goddard Space Flight Center.

Nell est le nom donné à la première fusée à carburant-comburant liquide de Robert Goddard, un des pionniers de l'astronautique. Le 16 mars 1926, après avoir initié le mélange oxygène-carburant de la fusée, rien ne se passa dans un premier temps. Puis l'engin de 3 m de haut décolla à une vitesse proche de 100 km/h pour atteindre une altitude de 14 m, avant de retomber dans un carré de choux. 
Après le lancement, un quotidien américain titra : « Une fusée lunaire manque sa cible de 384 400 km ! »